# Kei Omoto
Kei Omoto (尾本 敬 Omoto Kei?), född 21 juli 1984 i Chiba prefektur, är en japansk fotbollsspelare.
Omoto började sin karriär 2003 i Yokohama F. Marinos. Efter Yokohama F. Marinos spelade han för Thespa Kusatsu, Mito HollyHock, Tochigi SC och Blaublitz Akita.